# Higham (Forest Heath)
Pour les articles homonymes, voir Higham.
Higham est un village et une paroisse civile du Suffolk, en Angleterre.